# La cenicienta y el príncipe
La cenicienta y el príncipe, también conocida como Tres avellanas para Cenicienta (en checo: Tři oříšky pro Popelku, en alemán: Drei Haselnüsse für Aschenbrödel) es una película de cuento de hadas realizada como una coproducción entre Checoslovaquia y Alemania Oriental en 1973, y protagonizada por Libuše Šafránková.
Fue dirigida por Václav Vorlíček en coproducción entre la Deutsche Film AG y los Barrandov Studios. La historia se basó en un cuento de hadas del mismo nombre escrito por Božena Němcová (una variación bohemia del clásico cuento de hadas de Cenicienta).
La película tuvo su estreno internacional en Berlín Oriental en 1973 y hasta hoy es una película navideña popular en muchos países europeos.

## Argumento
La madrastra de Cenicienta tiene al pueblo en un frenesí preparándose para la llegada del rey y la reina, que se detendrán en el camino hacia su castillo cercano. Cenicienta asume la culpa del accidente de un chico de la cocina, lo que lleva a su madrastra a reprenderla a ella y a su difunto padre. La Cenicienta enojada le responde, por lo que es castigada con tener que separar lentejas y cenizas mezcladas en un cubo. Mientras se instala para trabajar, sus amigas, una bandada de palomas blancas, entran a separar la mezcla por ella. Liberada de su castigo, Cenicienta visita el establo para ver a su caballo blanco, que solía montar en el bosque con su padre mientras cazaban con ballestas. Un vigía grita que la fiesta real se acerca y todos se reúnen para saludarlos, excepto Cenicienta, que tiene prohibido asistir ya que la madrastra quiere exhibir a su propia hija menos atractiva, Dora, ya que se espera que el Príncipe se case pronto.
Cenicienta usa la distracción para escabullirse con su caballo, visitar a su búho mascota y disfrutar del bosque invernal. Su viaje se interrumpe cuando se encuentra con el príncipe y sus compañeros, Vítek y Kamil, cazando en el bosque. Ven a una cierva en la nieve, pero el tiro de ballesta del Príncipe es frustrado por una bola de nieve lanzada por Cenicienta. Ellos la persiguen y finalmente la alcanzan, riéndose de ella. Ella escapa y monta el caballo del príncipe. Ellos la persiguen con urgencia ya que el caballo tiene la reputación de ser ingobernable. Para su sorpresa, ella lo monta fácilmente antes de trasladarse a su propio caballo y enviarlo de regreso al Príncipe.
La madrastra aprovecha la visita real para pedirle al rey una invitación al baile, quien, de mala gana, la ofrece por cortesía. De camino al castillo, se les une el grupo del Príncipe. El rey, molesto por la irresponsabilidad juvenil de su hijo, dice que el príncipe debe casarse.
La madrastra envía a Vincek, su sirviente, a la ciudad a comprar telas y suministros para hacer nuevos vestidos para ella y Dora. En su camino, ve a Cenicienta obligada a lavar la ropa en un arroyo helado. Sintiéndose comprensivo pero impotente, le promete traerle un regalo de cualquier cosa que le golpee en la nariz. Después de escuchar los planes de su padre para obligarlo a participar en el baile, el Príncipe regresa al bosque. Ve a Vincek dormido en su trineo, con los caballos llevándolo a casa. Usando su ballesta, dispara maliciosamente un nido de pájaro desde la rama de un árbol, que cae sobre la cara de Vincek. Vincek encuentra una ramita con tres avellanas en el nido y decide que será el regalo de Cenicienta. A Cenicienta le gusta el presente, aunque su madrastra se burla de él como "digno de una ardilla".
La madrastra y Dora se dan cuenta de que se habían olvidado de comprar nuevas joyas y van al pueblo a elegirlas ellas mismas. La madrastra vuelve a castigar a Cenicienta por impertinencia obligándola a separar los granos de maíz de las lentejas. Una vez más, las palomas entran para ayudar a Cenicienta. Visita a su lechuza, deseando tener la misma libertad para ir y venir. Desea tener un disfraz para poder aventurarse a salir. Una avellana cae de la ramita y se abre mágicamente para mostrar el atuendo completo de un cazador en su interior. Adecuadamente vestida, Cenicienta se interna en el bosque, donde ve al Príncipe y una gran partida de caza. El cazador principal muestra un gran anillo enjoyado que el rey promete al primer cazador que derribe un ave de presa. Los cazadores, incluido el Príncipe, no pueden hacerlo. Cenicienta lo derriba, luego dispara la flecha de la mano del Príncipe. Este queda impresionado por el "joven cazador" y pone el anillo en la mano enguantada de Cenicienta. Él le pide que lo haga mejor disparando una piña desde lo alto de un árbol. Ella luego se escapa mientras él se maravilla de su puntería. Persiguiéndola, la encuentra en lo alto de un árbol con su propia ropa, negándose a decir dónde fue el "joven cazador".
La madrastra y Dora se van al baile del castillo. Al visitar a su búho, Cenicienta desea poder ir y se pregunta si podría conseguir otro atuendo. Una segunda avellana se abre para revelar un lujoso vestido de fiesta. Su caballo está misteriosamente ensillado con una ornamentada silla de montar. Cabalgando hacia el castillo, se dirige al salón de baile, llamando la atención a lo largo del camino. Ponerse un velo, saluda al príncipe, que estaba cansado de ser perseguido por las invitadas. El principe encuentra a la extraña con velo misteriosa y encantadora. El rey y la reina están asombrados por su actitud. Ella se niega a aceptar su propuesta a menos que él pueda resolver un acertijo, que hace referencia a sus reuniones anteriores. Ella sale corriendo y el Príncipe la persigue, siguiéndola de regreso a su aldea amurallada. Los aldeanos primero se burlan del apuesto extraño por buscar una bella princesa entre ellos y luego se dan cuenta de quién es. Hace que las mujeres se prueben una zapatilla que Cenicienta había perdido en su huida. La madrastra y Dora regresan. Al ver al príncipe, planean atraparlo, atando a Cenicienta y robando su ropa. Cuando le pide a la Dora disfrazada que se pruebe la zapatilla, la madrastra se la arrebata y se van en trineo. El Príncipe las persigue hasta que el trineo cae en un pequeño estanque.Al ver que en realidad es Dora, toma la zapatilla y regresa al pueblo.
Cenicienta visita de nuevo a su lechuza. Está encantada de descubrir que la nuez final contiene un vestido de novia. Poniéndoselo, cabalga sobre su caballo, sorprendiendo al pueblo y al Príncipe. La zapatilla le queda y quiere devolver el anillo del Rey de la Caza, pero él se lo vuelve a poner en el dedo. Ella ofrece el acertijo de nuevo y el Príncipe recuerda sus encuentros con sus alter ego. Le propone matrimonio a Cenicienta, quien acepta sin decir palabra, con todo el pueblo animándola.

## Elenco
- Libuše Šafránková como Cenicienta
- Pavel Trávníček como el príncipe
- Carola Braunbock como la madrastra
- Rolf Hoppe como el Rey
- Karin Lesch como la reina
- Daniela Hlaváčová como Dora, la hija de la madrastra
- Vladimír Menšík como Vincek
- Jan Libíček como el preceptor
- Vítězslav Jandák como Kamil, ayudante del Príncipe
- Jaroslav Drbohlav como Vítek, ayudante del príncipe
- Míla Myslíková como la ama de llaves de la madrastra
- Jiří Růžička como el chico gordo de la cocina
- Helena Růžičková como Princesa Droběna

La película se estrenó en versión checa y alemana. El elenco estaba compuesto por actores checos y alemanes que hablaban todos sus idiomas nativos. En las respectivas ediciones, las voces correspondientes fueron dobladas al checo o al alemán.
Se buscó a la actriz Jana Preissová para el papel principal, pero no pudo hacerlo debido a su embarazo. En su lugar, se contrató a Libuše Šafránková.

## Producción
La película fue escrita originalmente para filmarse en un clima cálido, pero el director Václav Vorlíček sugirió colocar la película en invierno y retrasó la filmación durante meses.
El guionista František Pavlíček fue incluido en la lista negra por el gobierno checoslovaco en el momento en que se hizo la película. En consecuencia, fue acreditado bajo un seudónimo para mantener su identidad en secreto. Theodor Pištěk diseñó el vestuario para la película.
La banda sonora fue compuesta por Karel Svoboda. El tema "Kdepak ty ptáčku hnízdo máš" ("¿Dónde está tu nido, pajarito?"), fue cantado por el famoso cantante de pop checoslovaco Karel Gott.

## Locaciones de filmación
La película se rodó en los estudios DEFA en Potsdam-Babelsberg (Brandeburgo), en los estudios Barrandov en Praga y en varios lugares de Bohemia en lo que entonces era Checoslovaquia, incluido el castillo de Švihov en Bohemia occidental, el Bosque de Bohemia y el Castillo de Moritzburg en Sajonia.

## Legado
La película se ha convertido en un clásico navideño en varios países europeos. Se emite en televisión durante la época navideña todos los años en la República Checa, Eslovaquia, Alemania, Austria, Suiza, Noruega, a veces en Suecia, Ucrania y Rusia. En algunos países, hay múltiples transmisiones durante diciembre.